# Zeilen op de Olympische Zomerspelen 2020 – Finn mannen
De Finn mannen op de Olympische Zomerspelen 2020 vond plaats van 27 juli tot en met 3 augustus 2021. Regerend olympisch kampioen was de Brit Giles Scott, hij verdedigde met succes zijn titel.
De competitie werd verdeeld in elf ronden. Punten werden gegeven na elke race; de winnaar scoort 1 punt, de tweede plaats scoort 2 punten, enz. 
Als een zeiler gediskwalificeerd werd of niet had gefinisht, dan werd er 1 plus het aantal deelnemers aan punten gegeven, in dit geval was dat 20 punten. Het slechtste resultaat van de eerste 10 races werd weggestreept. De elfde ronde, ook wel de medalrace genoemd, werd gehouden voor de top 10 van de eerste 10 races. In deze ronde werden de punten verdubbeld.
Het onderdeel Finn verdween na afloop van deze spelen van het olympisch programma. Finn stond vanaf 1952 onafgebroken op het olympisch programma.

## Planning
| Datum           | Race         |
| --------------- | ------------ |
| 25 juli 2021    | Race 1 en 2  |
| 26 juli 2021    | Race 3 en 4  |
| 27 juli 2021    | Race 5 en 6  |
| 29 juli 2021    | Race 7 en 8  |
| 30 juli 2021    | Race 9 en 10 |
| 3 augustus 2021 | Medalrace    |

## Resultaten[5]
| Rang   | Land | Sporter             | Race | Race | Race        | Race | Race | Race | Race | Race   | Race | Race | Race | Punten | Punten |   |    |    |
| ------ | ---- | ------------------- | ---- | ---- | ----------- | ---- | ---- | ---- | ---- | ------ | ---- | ---- | ---- | ------ | ------ | - | -- | -- |
| Rang   | Land | Sporter             | Goud | GBR  | Giles Scott | 9    | 9    | 1    | 1    | 1      | 1    | 6    | 1    | 1      | 7      | 8 | 45 | 36 |
| Zilver | HUN  | Zsombor Berecz      | 2    | 2    | 9           | 4    | 6    | 7    | 3    | 5      | 4    | 4    | 2    | 48     | 39     |   |    |    |
| Brons  | ESP  | Joan Cardona Méndez | 3    | 3    | 5           | 3    | 2    | 3    | 13   | 7      | 5    | 8    | 12   | 64     | 51     |   |    |    |
| 4      | NED  | Josh Junior         | 11   | 5    | 10          | 2    | 4    | 2    | 10   | 3      | 7    | 9    | 4    | 67     | 56     |   |    |    |
| 5      | NZL  | Facundo Olezza      | 12   | 10   | 3           | 7    | 8    | 5    | 1    | 4      | 8    | 1    | 20   | 79     | 67     |   |    |    |
| 6      | ARG  | Facundo Olezza      | 5    | 4    | 8           | 5    | 3    | 6    | 16   | 15     | 3    | 3    | 16   | 84     | 68     |   |    |    |
| 7      | AUS  | Jake Lilley         | 10   | 8    | 4           | 11   | 7    | 9    | 15   | 6      | 2    | 6    | 6    | 84     | 69     |   |    |    |
| 8      | TUR  | Alican Kaynar       | 1    | 1    | 6           | 13   | 9    | 14   | 7    | 20 RET | 10   | 10   | 10   | 101    | 81     |   |    |    |
| 9      | SWE  | Max Salminen        | 8    | 12   | 7           | 8    | 12   | 8    | 4    | 2      | 11   | 12   | 18   | 102    | 90     |   |    |    |
| 10     | CAN  | Tom Ramshaw         | 13   | 7    | 11          | 14   | 10   | 13   | 2    | 9      | 13   | 2    | 14   | 108    | 94     |   |    |    |
| 11     | NOR  | Anders Pedersen     | 14   | 6    | 2           | 10   | 13   | 12   | 5    | 11     | 9    | 14   |      | 96     | 82     |   |    |    |
| 12     | GRE  | Ioannis Mitakis     | 4    | 13   | 13          | 6    | 11   | 10   | 11   | 8      | 16   | 18   |      | 110    | 92     |   |    |    |
| 13     | USA  | Luke Muller         | 6    | 11   | 12          | 15   | 14   | 4    | 8    | 10     | 12   | 17   |      | 109    | 92     |   |    |    |
| 14     | BRA  | Jorge Zarif         | 7    | 15   | 15          | 9    | 5    | 11   | 14   | 13     | 6    | 16   |      | 111    | 95     |   |    |    |
| 15     | CHN  | He Chen             | 16   | 14   | 14          | 17   | 16   | 15   | 9    | 14     | 15   | 11   |      | 141    | 124    |   |    |    |
| 16     | JPN  | Kazumasa Segawa     | 18   | 16   | 17          | 12   | 15   | 16   | 19   | 12     | 17   | 5    |      | 147    | 128    |   |    |    |
| 17     | MEX  | Juan Pérez          | 19   | 17   | 16          | 16   | 17   | 17   | 17   | 16     | 14   | 15   |      | 164    | 145    |   |    |    |
| 18     | VEN  | Andrés Lage         | 15   | 18   | 18          | 18   | 19   | 18   | 18   | 17     | 19   | 13   |      | 173    | 154    |   |    |    |
| 19     | RSA  | Leo Davis           | 17   | 19   | 19          | 19   | 18   | 19   | 12   | 18     | 18   | 19   |      | 178    | 159    |   |    |    |

Afkortingen:
- OCS – Start aan verkeerde kant van de startlijn
- DSQ, BFD, DGM, DNE – Gediskwalificeerd
- DNF – Niet gefinisht
- DNS – Niet gestart
- DPI – Straf opgelopen
- RDG - Schadeloos gesteld
- UFD - "U"vlag diskwalificatie